# Piotr Słąka
Piotr Słąka (Slanka, Słonka) z Ławszowa i Rudki, herbu Kopaszyna z Ławszowa i Rudki (ur. ? – zm. przed 1480) – dworzanin królewski, kasztelan rozpierski, starosta małogoski. 

## Przodkowie
Jego dziadkiem był Piotr Słąka z Ławszowa i Rudki (zm. po 1411), a ojcem Mikołaj Słąka (zm. 1444). 
Jego dziad 1 czerwca 1377 nabył za 60 grzywien od Jana, prepozyta klasztoru Norbertanek w Krzyżanowicach intratne sołectwo w klasztornej wsi Leśnica w pobliżu Małogoszcza. Sołectwo to dziedziczyli kolejno: syn Mikołaj, wnuk Piotr, prawnukowie Mikołaj i Piotr.

## Biografia
Wiadomo, że był człowiekiem zamożnym; wystawił w Leśnicy okazały dwór i folwark. W folwarku produkowano piwo i wódkę. Założył także trzy młyny, partycypował w wydatkach związanych z utrzymaniem szkoły parafialnej i uposażeniem nauczyciela. Starostą małogoskim był od roku 1455. Podczas sporu o dziesięcinę (w latach 1455-1471) z plebanem Janem i z jego następcą Dobiesławem z Lipna stanął po stronie mieszczan małogoskich. W roku 1474 udzielił pożyczki królowi Kazimierzowi Jagiellończykowi w wysokości 100 grzywien. 
Zmarł przed rokiem 1480. Z żoną Katarzyną miał synów: Mikołaja i Piotra, którzy także tytułowali się starostami małogoskimi oraz najmłodszego Dawida. Najmłodszy syn studiował na Uniwersytecie Krakowskim. Jako magister sztuk wyzwolonych był w otoczeniu opata łysogórskiego Michała z Kleparza.

## Literatura
- Cz. Hadamik, D. Kalina, E. Traczyński, Miasto i Gmina Małogoszcz, Kielce 2006
- M. Rawita-Witanowski, Dawny powiat chęciński, Kielce 2002
- E. Kosik, Starostwo niegrodowe małogoskie od XV do końca XVIII w., Studia Historyczne, R. XIX, 1976, z. 4 (75)